# デビッド・プライス
デビッド・テイラー・プライス（David Taylor Price, 1985年8月26日 - ）は、アメリカ合衆国テネシー州マーフリーズボロ出身の元プロ野球選手（投手）。左投左打。

## 経歴

### 生い立ち
デビッド・テイラー・プライスはテネシー州マーフリーズボロで父デビー、母ボニーのもとに生まれた。彼には2人兄弟がいる。彼は幼少期に野球を始め、アトランタ・ブレーブスのファンで、外野手デビッド・ジャスティスがお気に入りの選手だった。10代の頃、クーパーズタウン・ドリームズ・パークに通った。ブラックマン高等学校に進学し野球とバスケットボールで活躍した。高校時代、防御率0.43、奪三振151を記録した。2003年と2004年にラザフォード郡MVPピッチャーに選ばれ、最終学年時にマイケル・アルコーンと共にコ・ディストリクト7AAAピッチャー賞、2002年から2004年の3年連続ラザフォード郡男子アスリート賞を受賞した。2004年、ニューメキシコ州アルバカーキで行われた高校全米選手権に出場した。

### 大学時代
2004年のMLBドラフト19巡目でロサンゼルス・ドジャースから指名を受けるが契約せず、奨学金を受けてヴァンダービルト大学に進学した。ヴァンダービルト・コモドアーズ野球部に所属し、3年間ピッチャーを務めた。
2005年の1年次、プライスは『ベースボール・アメリカ』誌と『コリジエイト・ベースボール』紙の両方から全米大学新人賞を受賞した。同年彼は2勝4敗、19試合中防御率2.86、奪三振92、69.1イニングで投球した。この頃はまだそれほど登板させられず、プライスは野球を辞めて地元のマクドナルドで働こうと考えるようになったが、ティム・コービン監督に説得されて思いとどまった。同年夏、プライスはアメリカ合衆国代表に選出された。2勝0敗、5試合28.2イニングでの防御率1.26、39奪三振、13フォアボールを記録した。8月2日、ニカラグア戦で5ヒットのみ、完投完封した。
2年次の2006年に9勝5敗、防御率4.16、投球110.1イニングを記録した。奪三振155は学校新記録であった一方、四球は43であった。シーズン最初の先発6回で彼はアーカンソー大学戦の17奪三振を含み平均10以上の奪三振を記録した。同年、彼はゴールデンスパイク賞の最終選考の5人に残り、ロジャー・クレメンス賞では2次選考に入った。全米大学野球記者協会、全米野球監督協会、サウスイースタン・カンファレンス（SEC）の全米チームに指名された。同年夏、キューバで行われた世界大学野球選手権大会に出場し、8回先発してプライスは5勝1敗、防御率0.20でチームに金メダルをもたらした。
3年次の2007年は11勝1敗、防御率2.63、194奪三振を記録し、前年に記録した奪三振の学校記録をさらに更新した。彼は133.1イニングで投球し、全米の奪三振投手のトップとなった。SECでの最後の先発はミシシッピ州立大学戦であった。プライスは完投し、5安打、2失点、11奪三振、無四球で9回になった。大学野球最後の先発はナッシュビル・リージョナルの初戦となるオースティン・ピー州立大学戦であった。9回5安打、1失点、2与四球、17奪三振で終了した。大学野球最高賞とされるディック・ハウザー賞、ブルックス・ウォレス賞、ゴールデンスパイク賞とロジャー・クレメンス賞の両賞を受賞した。

### プロ入りとレイズ時代

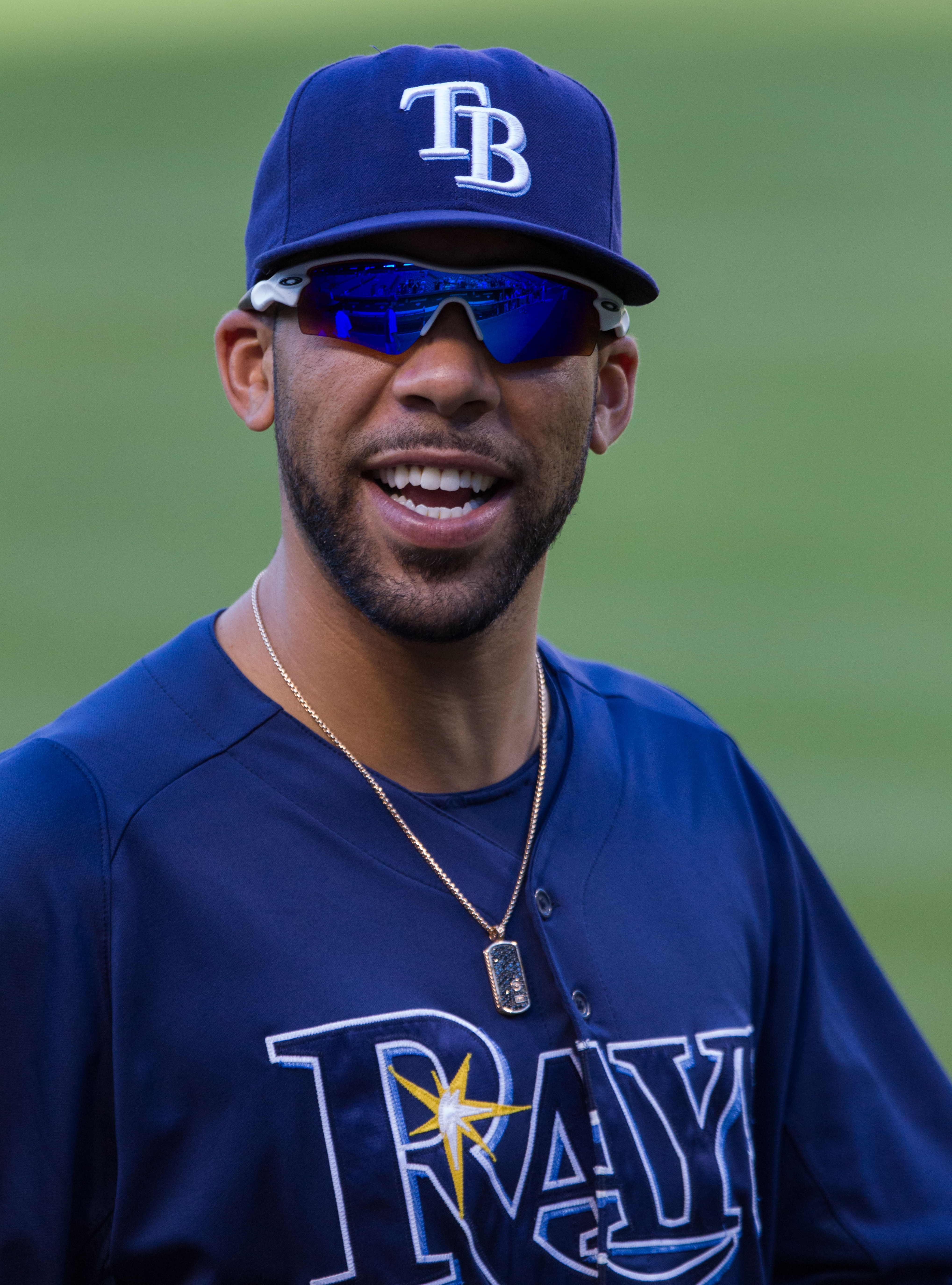
レイズ時代（2012年）

2007年のMLBドラフトでタンパベイ・デビルレイズから1巡目（全体1位）に指名を受け、8月15日に契約金560万ドルを含む6年総額850万ドルの契約を締結し入団。ただしこの契約には年俸調停権を得た場合に契約で定められた年俸を取り消して調停を受けることができる、という条項が加えられた。
2008年はA+級・AA級・AAA級合計で12勝1敗・防御率2.30の好成績を挙げてメジャーに昇格し、9月14日のニューヨーク・ヤンキース戦でメジャーデビュー。5試合に登板して防御率1.93を記録し、チームは球団創設以来初の地区優勝。ポストシーズンのロースター入りを果たし、ボストン・レッドソックスとのリーグチャンピオンシップシリーズでは3試合にリリーフ登板して相手打線を無安打に抑え、最終第7戦ではセーブを記録してリーグ優勝に貢献。一躍ヒーローとなった。フィラデルフィア・フィリーズとのワールドシリーズでは2試合に登板したが、チームは1勝4敗で敗退した。
2009年は開幕をマイナーで迎えたが5月に昇格し、5月30日のミネソタ・ツインズ戦で6回途中11奪三振の好投で初勝利を挙げた。先発ローテーションに定着し10勝7敗、防御率4.42の成績を残した。
2010年は4月25日のトロント・ブルージェイズ戦でメジャー初完封勝利を挙げるなど、前半戦で12勝4敗・防御率2.42の好成績でオールスターゲームに初めて選出され、リーグの先発投手を務めた。最終的にリーグ2位タイの19勝、同3位の防御率2.72を記録し、チームの2年ぶりの地区優勝に貢献。テキサス・レンジャーズとのディビジョンシリーズでは第1戦と第5戦に先発するが共に敗戦投手となり、2勝3敗で敗退した。サイ・ヤング賞の投票ではフェリックス・ヘルナンデスに次ぐ2位に入った。
2011年は初の開幕投手を務める。12勝13敗、防御率3.49と前年を下回ったが、リーグ最多の34試合に先発して218奪三振を記録。FIPなどのセイバーメトリクスの観点からは前年よりも優れた投球内容であったことが示されていた。チームは9月にボストン・レッドソックスを逆転してワイルドカードを獲得。レンジャーズとのディビジョンシリーズでは第3戦に先発し、6回まで無失点に抑えたが7回に捕まって敗戦投手となり、チームは1勝3敗で敗退。
2012年は20勝5敗、防御率2.56、205奪三振を記録して最優秀防御率・最多勝利（ジェレッド・ウィーバーとタイ）の二冠を獲得。サイ・ヤング賞の投票では2位のジャスティン・バーランダーを4ポイントという僅差で抑えて初めて受賞した。
2013年は、出だしから大量にホームランを浴びた上、5月には審判とのいざこざで罰金を科されたほか、利き腕である左腕の筋肉を痛めて故障者リスト入りする状態でシーズン序盤を過ごした。しかし故障から復帰してからは調子を取り戻し、最終的には規定投球回に到達し、防御率3.33、10勝8敗だった。
2014年は、23試合に登板して11勝を記録し、170.1イニングで189奪三振だった。

### タイガース時代
2014年7月31日にレイズ、シアトル・マリナーズ間の三角トレードでデトロイト・タイガースへ移籍した。タイガース加入後は11試合に先発登板し、防御率3.59、4勝4敗とやや調子を落としたが、相変わらずのペースで三振を奪った。最終的には、いずれもメジャー1位の248.1イニング・271奪三振を記録し、ア・リーグの奪三振王になった。なお、この年は全体的にピッチングに波があり、5自責点以上を喫した試合が7試合もあった。
2015年は、21試合に登板し、9勝4敗、防御率2.53と好投した。

### ブルージェイズ時代

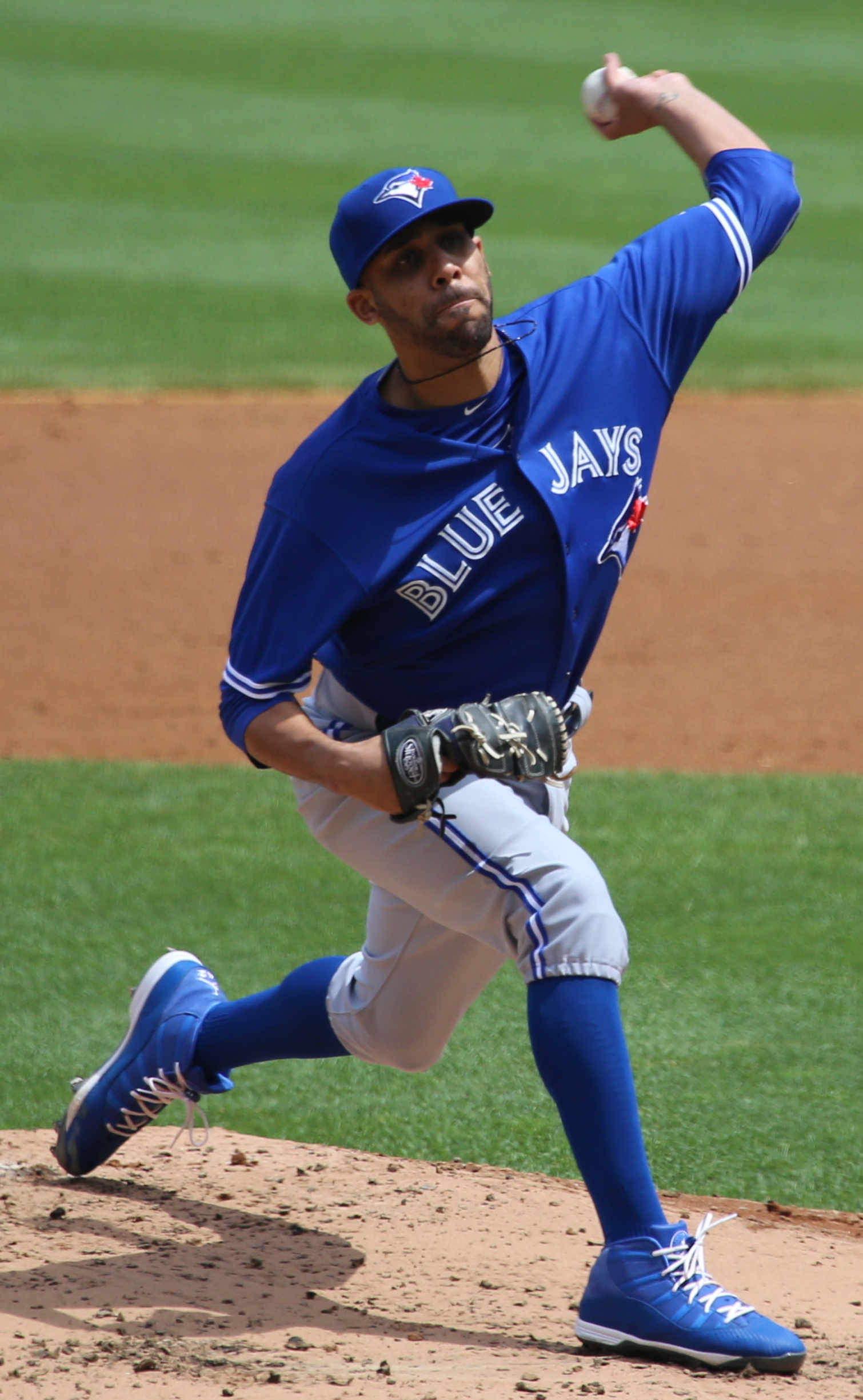
トロント・ブルージェイズ時代（2015年8月8日）

2015年7月30日にダニエル・ノリス、マット・ボイド、ハイロ・レイバートとのトレードでトロント・ブルージェイズへ移籍した。移籍後は投球内容が更に凄みを増し、11試合に投げて防御率2.30・9勝1敗という圧巻の内容だった。タイガースとの合算では、ア・リーグの最優秀防御率（2.45）に輝いたほか、同3位の18勝、同2位の勝率.783、投球イニング数を上回る225奪三振を記録し、プレーオフ進出に貢献した。オフの11月2日にFAとなった。

### レッドソックス時代
2015年12月4日、ボストン・レッドソックスと7年総額2億1700万ドルの契約を結んだ。この金額は投手として当時の史上最高額である。キャリアを通じてこれまでの背番号は「14」だったが、レッドソックスの背番号「14」は永久欠番（ジム・ライス）のため、「24」を付けることになった。
2016年4月5日の開幕戦で移籍後初勝利を挙げたが、序盤は5月までに一試合5失点以上を4度喫する等、防御率4.62と乱調だった（しかし打線の援護には恵まれ、7勝1敗だった）。7月以降はやや持ち直し、チーム2位・リーグ4位タイの17勝を記録、両リーグ最多の230イニングを投げたが、序盤の不振もあり防御率は3.99に落ちた。
2017年はシーズン開幕前の1月5日にシーズンを優先するため、第4回WBCのアメリカ合衆国代表への不参加の意思を表明した。しかし、2月末に利き腕である左肘に違和感を発症し、開幕を故障者リスト入りで迎える事になった。戦列復帰後は11試合に先発登板して防御率3.82、5勝3敗という成績を挙げていたが、7月に入って同じく左肘に炎症を発症し、再度故障者リスト入りした。9月の戦列復帰後はリリーフに専念し、5試合、8.2イニングを3安打無失点2四球13奪三振と好投した。レギュラーシーズンのトータルでは防御率3.38・WHIP1.19だった。
2018年は先発ローテーションに復帰し、最初の2回の先発で合計14回を投げ無失点を記録し、2回目のフェンウェイ・パークでの先発からの降板の際にはスタンディングオベーションが行われ、球場が熱狂する事態になった。その試合の後、アレックス・コーラ監督は「彼が健康な時は、リーグで最上級の投手の一人である。」と答えた。4月11日のヤンキース戦に先発登板したが手根管症候群の軽度の症状で1回4失点で降板したが、故障者リストには入らなかった。レギュラーシーズンでは30登板（30先発）で176回を投げ、16勝7敗、防御率3.58、177奪三振を記録した。
ポストシーズンでは、初めにALDSのニューヨーク・ヤンキース戦の第2戦に先発したが、1.1回3失点で敗戦を喫した。この試合でポストシーズンでの自身10先発目となり、今までの先発試合をすべて敗戦していることになる。次にALCSのヒューストン・アストロズ戦の第2戦で登板。4.2回4失点で降板するも、チームは7-5で勝利を飾った。第5戦は当初クリス・セールの先発登板の予定だったが、健康上の理由により登板を回避し、先発登板することが急遽決まった。6回無失点、9奪三振の好投で自身初のポストシーズン先発勝利になった。ワールドシリーズ第2戦に先発登板で6回2失点とロサンゼルス・ドジャース打線を封じ込め、チームも4-2で勝利。第3戦ではリリーフとして登板し、0.2回を無失点に抑えた。第4戦目でもブルペン入りをして肩を作っていた。第5戦の先発予定は順序的にはセールだったが、コーラ監督はナショナルリーグの球場では先発を早めに下げることにもなる代打があることを考慮し、プライスを先発投手に起用した。デビッド・フリースへの1球目で本塁打を打たれることはあったものの、その後の14打者を抑え込んだ。7回を投げ切って5-1とチームが勝っているところで交代となり、残りの6つのアウトカウントをジョー・ケリーとセールが奪い、ワールドシリーズ優勝を決めた。
10月31日にチームの優勝パレードに先だって、「私たちは今年優勝を決めた。でももう一度このチームで優勝をしたい。」と言い、オウトアプト契約の破棄を表明した。11月の初旬に、全米野球記者協会のニューヨーク総会にてポストシーズンで最高な成績を挙げたためベーブ・ルース賞の受賞者であることが発表された。少し遅れた同月に、アメリカンリーグのカムバック賞を受賞したことが発表された。
2019年開幕前に背番号を、長男のゼイビア（Xavier）の頭文字をローマ数字に見立てた『10』に変更した。シーズンでは5月に左肘の炎症で故障者リスト入りした。8月初頭には第2子の誕生に立ち会うため、チームを離れた。その後すぐに左腕の三角線維軟骨複合体損傷で故障者リスト入りし、9月1日に復帰したが追加の治療のため、シーズンを終了することになった。

### ドジャース時代
2020年2月10日にアレックス・ベルドゥーゴ、ジーター・ダウンズ、コナー・ウォンとのトレードで、ムーキー・ベッツと共にドジャースへ移籍した。しかし、同年流行したCOVID-19への感染を懸念して出場を拒否する権利を行使した。これにより、年俸3200万ドル（60試合制により報酬1185万ドル）は放棄された。
2021年に復帰。この年はドジャースの先発ローテーションが充実していたこともあり、開幕から中継ぎでの起用となった。4月15日のコロラド・ロッキーズ戦でメジャー初セーブを記録した。
2022年オフの11月6日にFAとなった。

## 選手としての特徴
| 球種           | 割合 | 平均球速 | 平均球速 | 最高球速 | 最高球速 |
| 球種           | %    | mph      | km/h     | mph      | km/h     |
| シンカー       | 34.8 | 92.9     | 149.5    | 96       | 154.5    |
| チェンジアップ | 25   | 85.5     | 138      | 89.4     | 143.9    |
| カッター       | 20.2 | 88.9     | 143.1    | 92.8     | 149.3    |
| フォーシーム   | 18   | 92.9     | 149.5    | 95.6     | 153.9    |
| カーブ         | 2    | 76.6     | 123.3    | 79.5     | 127.9    |

最速約162km/h、平均約150km/hの速球（フォーシーム、シンカー）が全投球の55～60%を占める。また、最大の武器である平均球速138km/h程度のチェンジアップが約25%、約143km/hのカットボールが約20%、同様に約123km/hのカーブを約2%ほどの割合で投げる。

## 詳細情報

### 年度別投手成績
| 年 度     | 球 団     | 登 板 | 先 発 | 完 投 | 完 封 | 無 四 球 | 勝 利 | 敗 戦 | セ 丨 ブ | ホ 丨 ル ド | 勝 率 | 打 者 | 投 球 回 | 被 安 打 | 被 本 塁 打 | 与 四 球 | 敬 遠 | 与 死 球 | 奪 三 振 | 暴 投 | ボ 丨 ク | 失 点 | 自 責 点 | 防 御 率 | W H I P |
| --------- | --------- | ----- | ----- | ----- | ----- | -------- | ----- | ----- | -------- | ----------- | ----- | ----- | -------- | -------- | ----------- | -------- | ----- | -------- | -------- | ----- | -------- | ----- | -------- | -------- | ------- |
| 2008      | TB        | 5     | 1     | 0     | 0     | 0        | 0     | 0     | 0        | 1           | ----  | 57    | 14.0     | 9        | 1           | 4        | 0     | 1        | 12       | 0     | 0        | 4     | 3        | 1.93     | 0.93    |
| 2009      | TB        | 23    | 23    | 0     | 0     | 0        | 10    | 7     | 0        | 0           | .588  | 557   | 128.1    | 119      | 17          | 54       | 0     | 4        | 102      | 2     | 0        | 72    | 63       | 4.42     | 1.35    |
| 2010      | TB        | 32    | 31    | 2     | 1     | 0        | 19    | 6     | 0        | 0           | .760  | 861   | 208.2    | 170      | 15          | 79       | 1     | 5        | 188      | 5     | 3        | 71    | 63       | 2.72     | 1.19    |
| 2011      | TB        | 34    | 34    | 0     | 0     | 0        | 12    | 13    | 0        | 0           | .480  | 918   | 224.1    | 192      | 22          | 63       | 5     | 9        | 218      | 2     | 0        | 93    | 87       | 3.49     | 1.14    |
| 2012      | TB        | 31    | 31    | 2     | 1     | 1        | 20    | 5     | 0        | 0           | .800  | 836   | 211.0    | 173      | 16          | 59       | 2     | 5        | 205      | 8     | 1        | 63    | 60       | 2.56     | 1.10    |
| 2013      | TB        | 27    | 27    | 4     | 0     | 3        | 10    | 8     | 0        | 0           | .556  | 740   | 186.2    | 178      | 16          | 27       | 0     | 3        | 151      | 6     | 0        | 78    | 69       | 3.33     | 1.10    |
| 2014      | TB        | 23    | 23    | 2     | 0     | 1        | 11    | 8     | 0        | 0           | .579  | 689   | 170.2    | 156      | 20          | 23       | 1     | 5        | 189      | 2     | 0        | 68    | 59       | 3.31     | 1.05    |
| 2014      | DET       | 11    | 11    | 1     | 0     | 1        | 4     | 4     | 0        | 0           | .500  | 320   | 77.2     | 74       | 5           | 15       | 0     | 0        | 82       | 0     | 0        | 32    | 31       | 3.59     | 1.15    |
| '14計     | DET       | 34    | 34    | 3     | 0     | 2        | 15    | 12    | 0        | 0           | .556  | 1009  | 248.1    | 230      | 25          | 38       | 1     | 5        | 271      | 2     | 0        | 100   | 90       | 3.26     | 1.08    |
| 2015      | DET       | 21    | 21    | 3     | 1     | 2        | 9     | 4     | 0        | 0           | .692  | 592   | 146.0    | 133      | 13          | 29       | 2     | 3        | 138      | 3     | 0        | 68    | 59       | 2.53     | 1.11    |
| 2015      | TOR       | 11    | 11    | 0     | 0     | 0        | 9     | 1     | 0        | 0           | .900  | 296   | 74.1     | 57       | 4           | 18       | 0     | 0        | 87       | 1     | 0        | 20    | 19       | 2.30     | 1.01    |
| '15計     | TOR       | 32    | 32    | 3     | 1     | 2        | 18    | 5     | 0        | 0           | .783  | 888   | 220.1    | 190      | 17          | 47       | 2     | 3        | 225      | 4     | 0        | 70    | 60       | 2.45     | 1.08    |
| 2016      | BOS       | 35    | 35    | 2     | 0     | 1        | 17    | 9     | 0        | 0           | .654  | 951   | 230.0    | 227      | 30          | 50       | 1     | 7        | 228      | 4     | 0        | 106   | 102      | 3.99     | 1.20    |
| 2017      | BOS       | 16    | 11    | 0     | 0     | 0        | 6     | 3     | 0        | 1           | .667  | 317   | 74.2     | 65       | 8           | 24       | 0     | 4        | 76       | 2     | 0        | 30    | 28       | 3.38     | 1.19    |
| 2018      | BOS       | 30    | 30    | 1     | 0     | 1        | 16    | 7     | 0        | 0           | .696  | 722   | 176.0    | 151      | 25          | 50       | 0     | 10       | 177      | 1     | 0        | 75    | 70       | 3.58     | 1.14    |
| 2019      | BOS       | 22    | 22    | 0     | 0     | 0        | 7     | 5     | 0        | 0           | .583  | 458   | 107.1    | 109      | 15          | 32       | 0     | 3        | 128      | 3     | 1        | 57    | 51       | 4.28     | 1.31    |
| 2021      | LAD       | 39    | 11    | 0     | 0     | 0        | 5     | 2     | 1        | 2           | .714  | 326   | 73.2     | 79       | 8           | 26       | 2     | 4        | 58       | 1     | 0        | 35    | 33       | 4.03     | 1.43    |
| 2022      | LAD       | 40    | 0     | 0     | 0     | 0        | 2     | 0     | 2        | 4           | 1.000 | 167   | 40.1     | 38       | 6           | 9        | 2     | 0        | 37       | 0     | 0        | 11    | 11       | 2.45     | 1.17    |
| MLB：14年 | MLB：14年 | 400   | 322   | 17    | 3     | 10       | 157   | 82    | 3        | 8           | .657  | 8807  | 2143.2   | 1930     | 221         | 562      | 16    | 63       | 2076     | 40    | 5        | 865   | 790      | 3.32     | 1.16    |

- 2022年度シーズン終了時
- 各年度の太字はリーグ最高

### 年度別守備成績
| 年 度 | 球 団 | 投手（P） | 投手（P） | 投手（P） | 投手（P） | 投手（P） | 投手（P） |
| 年 度 | 球 団 | 試 合     | 刺 殺     | 補 殺     | 失 策     | 併 殺     | 守 備 率  |
| ----- | ----- | --------- | --------- | --------- | --------- | --------- | --------- |
| 2008  | TB    | 5         | 0         | 1         | 0         | 0         | 1.000     |
| 2009  | TB    | 23        | 5         | 17        | 1         | 0         | .957      |
| 2010  | TB    | 32        | 8         | 22        | 0         | 2         | 1.000     |
| 2011  | TB    | 34        | 13        | 23        | 4         | 2         | .900      |
| 2012  | TB    | 31        | 6         | 28        | 3         | 4         | .919      |
| 2013  | TB    | 27        | 7         | 25        | 0         | 0         | 1.000     |
| 2014  | TB    | 23        | 3         | 15        | 1         | 1         | .947      |
| 2014  | DET   | 11        | 1         | 3         | 0         | 0         | 1.000     |
| '14計 | DET   | 34        | 4         | 18        | 1         | 1         | .957      |
| 2015  | DET   | 21        | 9         | 17        | 2         | 1         | .929      |
| 2015  | TOR   | 11        | 5         | 6         | 0         | 0         | 1.000     |
| '15計 | TOR   | 32        | 14        | 23        | 2         | 1         | .949      |
| 2016  | BOS   | 35        | 5         | 22        | 0         | 2         | 1.000     |
| 2017  | BOS   | 16        | 6         | 6         | 1         | 0         | .923      |
| 2018  | BOS   | 30        | 6         | 20        | 0         | 0         | 1.000     |
| 2019  | BOS   | 22        | 4         | 7         | 0         | 0         | 1.000     |
| 2021  | LAD   | 39        | 3         | 9         | 1         | 0         | .923      |
| 2022  | LAD   | 40        | 1         | 6         | 0         | 0         | 1.000     |
| MLB   | MLB   | 400       | 82        | 227       | 13        | 12        | .960      |

- 2022年度シーズン終了時
- 各年度の太字はリーグ最高

### タイトル
- 最多勝利：1回（2012年）
- 最優秀防御率：2回（2012年、2015年）
- 最多奪三振：1回（2014年）

### 表彰
- サイ・ヤング賞：1回（2012年）
- ウォーレン・スパーン賞：1回（2010年）
- プレイヤーズ・チョイス・アワーズ優秀投手：2回（2010年、2012年）
- ピッチャー・オブ・ザ・マンス：1回（2010年9月）
- ゴールデンスパイク賞：1回（2007年）
- ロジャー・クレメンス賞：1回（2007年）
- USAトゥデイ・マイナーリーグ年間最優秀選手賞：1回（2008年）
- ベーブ・ルース賞：1回（2018年）

### 記録
- MLBオールスターゲーム選出：5回（2010年、2012年、2014年、2015年）

### 背番号
- 14（2008年 - 2015年）
- 24（2016年 - 2018年）
- 10（2019年）
- 33（2021年 - 2022年）

### 代表歴
- 2006年世界大学野球選手権大会アメリカ合衆国代表